# Famille de Gantès
Pour les articles homonymes, voir Familles de Gantès.
La famille de Gantès, anciennement Gantès, est une famille subsistante de la noblesse française, originaire de Cuers, en Provence. Elle a donné des magistrats auprès du Parlement d'Aix et des officiers de marine. Elle a formé deux branches, dont l'ainée, établie à Aix-en-Provence, est subsistante, tandis que la seconde, établie en Artois, s'est éteinte au début du XXe siècle.

## Histoire
La famille de Gantès est originaire du bourg de Cuers en Provence où elle est citée en 1374. Elle s'établit à Aix-en-Provence en 1557 à la suite d'un mariage. Au siècle suivant elle occupe des charges au parlement d'Aix.
En 1702 elle obtient une maintenue en la noblesse en Provence, sur la présentation d'une filiation la rattachant à une famille homonyme plus ancienne et éteinte depuis le XVIe siècle. En effet Gustave Chaix d'Est-Ange écrit que l'on a cherché à rattacher cette famille à une famille homonyme plus ancienne et que c'est ainsi qu'elle a pu se faire maintenir noble en 1702.

## Généalogie
Louis Pierre d'Hozier (1764) a donné une généalogie sur cette famille, mais des doutes persistent sur les premiers degrés. 

### Branche aînée
- Antoine Gantès, bourgeois de Cuers (Var), il épouse Élione du Puits, dont[1] :
  - François Gantès, procureur au parlement d'Aix ; il était venu de Cuers à Aix-en-Provence où il avait épousé le 7 avril 1557 Anne-Marguerite Forbin, fille de Claude Forbin et de Jeanne Deduane
    - Louis Gantès, chanoine et grand-vicaire de Marseille
    - Jacques Gantès (+Aix, 1630), avocat, seigneur de Valbonette, x 1581 Françoise, fille de Rodolphe Roberty et de Catherine de Fabry
      - François de Gantès (1596-1679) seigneur de Valbonette, procureur général au Parlement d'Aix x 1634 Jeanne de Croze Lincel
        - Jean-François de Gantès (1636-1703), seigneur de Valbonette, conseiller du roi, puis procureur-général au parlement d'Aix, maintenu dans sa noblesse avec son frère Michel de Gantès le 9 mars 1702 par jugement du premier président Cardin Le Bret, avec une filiation remontant par erreur au testament d'un Pierre de Gantès du 2 mars 1482[1]. Il épouse en 1671 Gabrielle, fille de Henri de Clapiers de Seguiran, seigneur de Vauvenargues et de Thérèse de Galifet du Tholonet
          - Thérèse (1672-1731)  x 1698 Bathazar-Louis de Ferrier, chevalier, seigneur d'Auribeau et de Saint-Julien
          - Louis-Henri de Gantès (°1678), chevalier, seigneur de Valbonette
          - x 1703 Marie-Thérèse, fille de Pierre d'Oraison, seigneur de Beaulieu et d'Anne de Lascours;
            - Pierre-Henri-Anne de Gantès (1704-1781), seigneur de Valbonette, chevalier de l'ordre de Saint-Louis, 1er enseigne de galères, député de la noblesse de Provence x 1744 Marie-Rose-Jeanne, fille de François de Roux, seigneur de Beauvezet et de Rose de Bernardy des vicomtes de Valerne
              - Marie-Marthe (1745-1795) x 1765 François de Pélissier
              - François-Joseph-Henri de Gantès (1747-1806) x 1781 Anne, fille de Jean-François Jaubert de Saint Pons et de Madeleine Gérard
              - Pierre-Étienne (+1752)
              - Louis-Jean-Baptiste (1750-1754)
              - Josephe (°1757)
              - Pierre-Aimé de Gantès (1760-1836), chevalier de l'ordre de Saint-Louis x Marie-Anne, fille de Joseph François de Gaye et de Marie-Anne de Marqueze des Colas de Marqueze
                - Marie-Pauline (°1784) x 1806 Jean-Joseph de Tournade
                - Amédée de Gantès (1786-1868), capitaine de frégate, chevalier de l'ordre de Saint-Louis x 1816 Louise, fille de Louis de Simony de Broutières
                  - Jean-Baptiste de Gantès (1820-1870), lieutenant-colonel x Marie-Paule de Barnabé de Saint-Gervais
                  - Jules-Henri (Toulon 1823), sous-préfet de Bône en Algérie x Marie-Anne Cabanier d'Aniol, deux fils:
                    - Antoine Gaston (Mostaganem 1854), capitaine de frégate x Marthe de Labarrière, dont deux fils et une fille:
                      - Louis Bernard de Gantès (Toulon 1892-1975) x Jeanne-Marie-Marthe Clément, dont deux fils et famille subsistante actuelle.
                      - François de Gantès (Toulon 1899), dit marquis de Gantès, capitaine de vaisseau, membre de l'ANF, x 1932 Alice Dircks-Dilly, sans postérité. Adopte ses deux neveu par alliance:
                        - Jean-Henri-François de Gantès (°1943), né O'Kelly-Farell, dit marquis de Gantès, membre de l'ANF[réf. nécessaire], dont descendance.
                        - Antoine de Gantès (°1944), né O'Kelly-Farell, dont descendance.

                    - Louis Charles Raoul (°1856) x 1893 Jeanne-Françoise André, sans postérité.

                  - Marie-Claire (°1822

            - Thérèse-Félicité

          - x 1705 Suzanne de Crestian (+1761)
            - Charles-Joseph
            - Jean-François (+1801), officier des vaisseaux du roi x 1782 Marie-Hyacinthe de Puget de Cabassole
            - Louis-Jacques (+1753), ecclésiastique
            - Anne-Euphrosine
            - Ursule-Marguerite
            - Anne-Claire(°1705)

          - Anne-Marguerite (1680-1765) x 1703 Pierre de Gaillard-Lonjumeau, chevalier, seigneur de Ventabren, baron de Saint-Esteve, de la Buisse et d'Auriac, commandant d'escadron
          - Jacqueline (°1683) x 1705 Johann Albach
          - Polixène (1684-1741)  x  Joseph d'Isnard, chevalier, seigneur d'Esclapon
          - Agnès et Madeleine (+1718), religieuses à Aix

        - Michel, auteur de la branche des seigneurs d'Ablainsvelle et de Rebeque
        - Françoise x 1661 Michel de Felix, lieutenant-général des soumissions d'Aix
        - Gabrielle x 1663 François de Veteris, seigneur du Revest

### Branche puinée des seigneurs d'Ablainsvelle et de Rebeque
L'auteur de la branche cadette, dite aussi branche de l'Artois,  Michel de Gantès, fut maintenu dans sa noblesse avec son frère Jean-François de Gantès (1648-1703) le 9 mars 1702 par jugement du premier président Cardin Le Bret, avec une filiation remontant par erreur au testament de Pierre de Gantès le 2 mars 1482. Il servit d'abord dans la première compagnie des mousquetaires de la garde ordinaire du Roi de 1680 à 1683, avant de recevoir du Roi une commission pour lever une compagnie de cavalerie, qui fut incorporée dans le régiment royal des Cravates le 16 janvier 1684. Il fut élu second consul d'Aix et procureur des Gens des trois états de Provence en 1694, par décision de la ville d'Aix. Il décède le 12 mars 1728. Par son alliance avec Jeanne-Hyacinthe de Hannedouche, il transmet la seigneurie d'Ablainsvelle et de Rebeque à sa progéniture.
Le tombeau familial est dans l'église de Foncquevilliers. Tout en marbre blanc, il est décoré de seize écus des familles nobles avec les lesquelles la famille est alliée. 
- Michel de Gantès (+1728), seigneur de Valbonette x 1687 Jeanne-Hyacinthe, fille de Jean-Robert de Hannedouche, seigneur d'Ablainsvelle et de Rebeque, gouverneur des Païs de la Gorgue et de Laleu et de Marie-Marguerite de Wavrant, dont[1] :
  - Michel-Ignace de Gantès (+1752),chevalier seigneur d'Ablainsvelle, Rebeque, Pastourel, Saint-Marcy, Foncqvillers x 1722 Jeanne-Élisabeth, fille de Jacques de Laval et veuve de Louis-Ernest de Marbais, seigneur de Verval
    - François-Michel-Bernard (°1723), chevalier seigneur d'Ablainsvelle, Rebeque, Saint-Marcy, Foncqvillers; admis aux États d'Artois, il lui fut fait défense de porter le titre de comte tant qu'il ne possèderait pas une terre érigée en comté en sa faveur, mais obtint permission de surmonter ses armes par une couronne à 5 fleurons[1]. épouse en 1749 Marguerite, fille de Gilles du Pont et de Marie le Vasseur
      - François-Ignace-Marie (1750-1815) x 1777 Marie Petitpas
        - Marie-Thérèse-Julie (1784-1879) x 1816 Joseph, seigneur d'Aoust de Cuincy (1768-1854)
        - Henri Charles Marie de Gantès (1789-1864) x 1792 Joséphine Fleury
          - Philippe-Auguste de Gantès (1820-1894) x  1853 Isabelle-Félicie Wastelier du Parc (1829-1903)
            - Christine-Isabelle (°1854) x 1876 Charles Le Noir des Ardonnes

          - Eugène-Henri de Gantès (Lillers,1821-St-Valéry-sur-Somme,1901) x Euphrasie Monchaux (1839-1897)
            - Paul-Eugène-Joseph (°1859) x 1888 Reine Watel (°1866)
              - Gisèle x 1913 Jacques Douville de Franssu (1883-1949)

          - Aimée-Eugénie x 1846 Alfred Le Noir des Ardonnes (1818-1879)
          - Pauline-Marie (°1830) x 1849 Alphonse Lochtenbergh (°1822)

        - Louis-Marie (+1826)
        - Charlotte-Eugénie (+1826)

      - Charles-Joseph (°1751)
      - Jean-Baptiste-François (°1755)
      - François-Ernest (°1757)
      - Charlotte (°1761)
      - Marie-Marguerite (°1762)
      - Jean-François-Joseph (°1763)

    - Robert-Antoine (°1726), seigneur d'Heriguel et de Frammecourt, capitaine de cavalerie (1748), écuyer de la Reine (1753)
    - Jeanne-Élisabeth-Isbergue (+1725)
    - Jeanne (+1727)

  - Balthazar-Louis x 1743 Laurence de Lombardy (sans descendance)
  - Jean-François de Gantès, brigadier des Armées, commandant des volontaires du Dauphiné x 1750 Charlotte, fille d'Elzear, marquis de Pontevès-Grin, seigneur de Roubaudet la Montagne, commandant et de Baptistine-Claire de Monyer-Châteaudueil
  - Joseph-Michel (+1727) sans alliance
  - Catherine-Hyacinthe x 1720 Louis d'Allard, seigneur de Neoules

## Personnalités
- François de Gantès (1596-1679), maître des requêtes, conseiller du roi en ses conseil d'État et privé, procureur-général du  roi au Parlement d'Aix de 1634 à 1674[4]. Il fut député en 1635, lors de la rupture de la paix avec l'Espagne, pour mettre la ville de Marseille hors de surprise et y donner les ordres nécessaires à sa garde; il a réglé les différends du Parlement avec les officiers de la Chambre des requêtes de la création de 1634[5].
- Jean François de Gantès (1703-1774), lieutenant-général des armées du roi (en 1762). Il a participé au siège de Philisbourg en 1734 et à toutes les actions sur le Rhin, il a fait la campagne de Wesphalie et de Bavière, servi en 1744, 1745, 1746 et 1747 en Italie où le Prince de Conty lui a donné le commandement du Château-Dauphin pour être entré le premier dans l'ouvrage par l'embrasure droite de la batterie. Il a reçu 6 blessures dont 2 mortelles, lui faisant mériter une pension de 7 000 livres, dont 1 000 sur l'ordre de Saint-Louis dont il est commandeur, et 6 000 sur le Trésor royal[5].

## Demeures
- Hôtel de Gantès, à Aix-en-Provence[6]

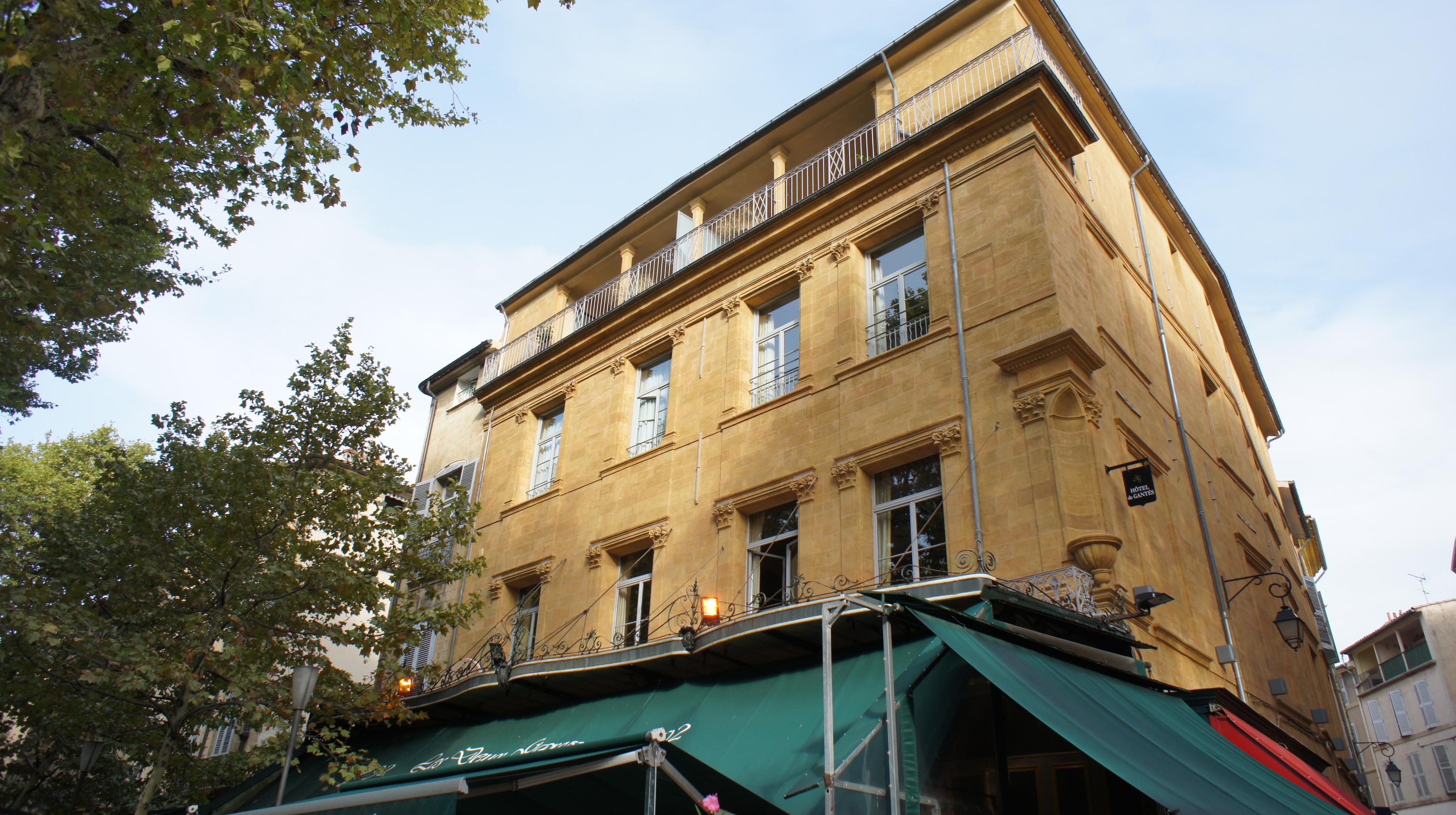
Hôtel de Gantès (1660) à Aix, construit par François de Gantès.

## Armes
Les armes de la famille se blasonnent ainsi : D'azur, au chef émanché d'or de quatre pointes.